# Marian Woronin
Marian Jerzy Woronin (* 13. srpna 1956 Grodzisk Mazowiecki, Mazovské vojvodství) je bývalý polský atlet, sprinter, který vynikal na trati 100 metrů.
Od roku 1984 byl jediným sprinterem bílé pleti, který dokázal zaběhnout stometrovou trať pod 10 sekund (elektronicky 9,992 s, zaokrouhleno na 10,00 s). O tento primát ho připravil 9. července 2010 Francouz Christophe Lemaitre, který zaběhl ve francouzském Valence stovku za 9,98 s.
Woronin závodil v 70. a 80. letech a získal značnou sbírku medailí. Je čtyřnásobným halovým mistrem Evropy v běhu na 60 metrů a mj. se stal celkem 18krát mistrem Polska v halových i venkovních bězích.

## Osobní rekordy
- 50 m - 5,65 s (1981)
- 60 m - 6,51 s (1987)
- 100 m - 10,00 s (1984)
- 200 m - 20,49 s (1980)